# We the Kings

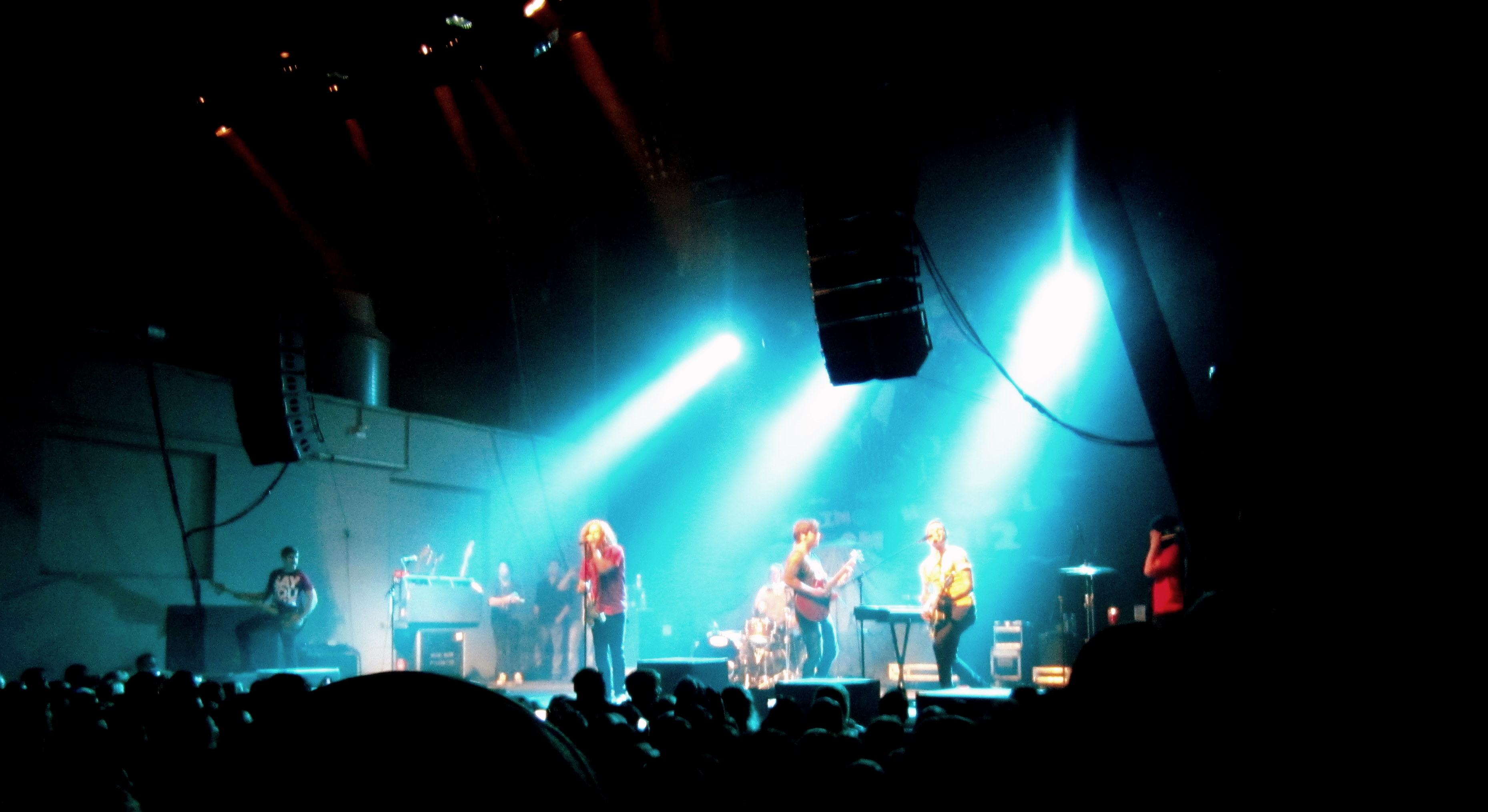
We the Kings 2012

We the Kings est un groupe de power pop américain, originaire de Bradenton, en Floride. Le groupe publie son premier album studio, We the Kings en 2007, arrivé 151e du Billboard 200. Son deuxième album, Smile Kid, est publié en décembre 2009. La reconnaissance du public et leur notoriété permettent à ses membres d'achever plusieurs tournées et de créer leur propre série de webisodes appelée The King's Carriage, qui parle de leur propre vie à bord du bus servant à les transporter lors de leurs tournées. 
Travis Clark spécule sur son blog que leur prochain album pourrait être un album acoustique. Le nom du groupe est inspiré par leur école, King Middle School. Dans leur deuxième album, Smile Kid, le groupe joue en collaboration avec la chanteuse Demi Lovato sur la chanson We'll Be a Dream.

## Biographie

### Débuts (2003–2008)
We the Kings est formé en 2003 alors qu'ils étaient tous élèves à la King Middle School. Travis Clark spécule sur son blog que leur prochain album pourrait être un album acoustique. Le nom du groupe est inspiré par leur école. Avant de changer de nom pour We the Kings, le groupe s'appelait initialement Broken Image. La première tournée du groupe s'effectue avec Don't Die Cindy en été 2005 sous le nom de Broken Image, puis sous le nom de De Soto. We the Kings tourne ensuite sous son nom actuel avec le futur groupe qui deviendra Boys Like Girls en soutien au clip Great Escape. We the Kings joue sa première tournée en tête d'affiche, Long Hair Don't Care, avec Valencia, The Cab, Sing It Loud, et Charlotte Sometimes entre fin et début avril. En mai et juin, We the Kings joue avec Cute Is What We Aim For et Boys Like Girls à leur tournée britannique.
Sous les conseils de l'agent artistique Bret Disend, le groupe publie quelques chansons sur Purevolume en 2007 pour se construire une base de fans sur Internet. Entretemps, le groupe signe au label S-Curve Records. L'album éponyme, We the Kings, est produit par Sam Hollander et mixé par Lou Giordano, et publié en octobre 2007. L'album atteint la 151e place de Billboard 200. Le second single de l'album, Check Yes Juliet, devient un succès mineur atteignant même la 70e place du Billboard Hot 100 et la 25e place des Pop Songs,. Le single est plus tard publié en Australie en 2011 où il atteint la 26e place et est certifié disque de platine par l'Australian Recording Industry Association (ARIA),,. L'album est aussi publié en 2011 et certifié disque de platine par l'ARIA pour 70 000 exemplaires.
À la fin de 2007, le groupe joue une tournée appelée Tourzilla avec Boys Like Girls, All Time Low, et The Audition. Le groupe tourne en soutien à Cobra Starship au début de 2008 avec Metro Station et The Cab. We the Kings joue toutes les dates du Warped Tour la même année. Le 30 août 2008, le groupe participe aux Rays Summer Concert Series. À la fin de 2008, après la fin du Warped Tour, le groupe joue aux États-Unis et au Royaume-Uni avec The Academy Is... (tournée connue sous le nom de Bill and Trav's Bogus Journey), avec The Maine, Hey Monday et Carolina Liar.

### Smile Kid(2009–2010)
En février 2009, le groupe joue en tête d'affiche à la tournée The Secret Valentine Tour avec The Maine, The Cab, There for Tomorrow, et VersaEmerge. We the Kings joue Bamboozle Roadshow Tour en 2009, qui débute le 3 avril à Hoodwinked en Californie, et se termine au Bamboozle dans l'East Rutherford, NJ. Les groupes qui jouent au Bamboozle Road Show sont notamment Forever the Sickest Kids, The Cab, Never Shout Never, et Mercy Mercedes. Le 8 juillet 2009, le groupe tourne avec All Time Low aux côtés de Cartel et Days Difference. Le groupe joue au Warped Tour 2009. 
Leur deuxième album, Smile Kid, est publié le 8 décembre 2009. Il atteint la 112e place du Billboard 200 et passe trois semaines dans le classement. Il comprend le single Heaven Can Wait qui atteindra les classements Pop Songs et un second single avec Demi Lovato, We'll Be a Dream, qui atteindra la 76e place du Billboard Hot 100, et la 23e place des Pop Songs,.
Au début de 2010, le groupe joue au Hot Topic Presents: Take Action Tour avec There for Tomorrow, A Rocket to the Moon, Mayday Parade, et Stereo Skyline. We the Kings joue aussi avec New Found Glory au concert annuel du Fitchburg State College. En mars 2010, We the Kings joue en soutien à You Me at Six, aux côtés de Forever the Sickest Kids. Le groupe joue aussi au Warped Tour 2010 entre le 26 juin et le 2 août. Après le Warped Tour, le groupe annonce une tournée mondiale pour 2011. En avril 2010, le groupe joue un concert avec le groupe de pop punk Voted Most Random à New Haven, dans le Connecticut.

### Sunshine State of Mind(2011–2012)
Entre le 4 et le 15 février 2011, We the Kings tourne dans dix différentes villes britanniques. Le groupe joue avec Versaemerge, All Forgotten et I See Stars. Plus tard le même mois, le groupe joue aux Philippines avec The Maine et Never Shout Never. Puis ils jouent en Australie) au début de mars 2011, ave c un passage au Soundwave Festival. Le groupe joue deux concerts à guichet fermé à Sydney et Melbourne avec The Maine et Never Shout Never. Le groupe participe à la tournée Friday Is Forever Tour en été 2011 en soutien à Smile Kid. The Summer Set, The Downtown Fiction, Hot Chelle Rae et Action Item y jouent aussi. En novembre 2011, Clark se joint au fondateur de S-Curve et producteur Steve Greenberg pour jouer la démo d'un jeu vidéo basé sur le groupe,.
Presque deux après la sortie de leur deuxième album, une suite, intitulée Sunshine State of Mind, est publiée. Précédée par le single Friday Is Forever, l'album fait succès aux États-Unis, atteignant la 45e place du Billboard 200. L'album comprend un second single, Say You Like Me, qui atteint la 32e place des Pop Songs, et la 29e place en Australie. Le single est ensuite certifié disque d'or en Australie pour plus de 30 000 exemplaires vendus. En octobre 2011, Charles Trippy et Coley O'Toole se joignent à We the Kings avec Trippy à la basse (replaçant Drew Thomsen qui a quitté le groupe plus tôt cette année) et O'Toole aux claviers et à la guitare rythmique. En 2011 et 2012, le groupe tourne dans plusieurs pays effectuant même le End of the World Tour, avec Anarbor, The Downtown Fiction, et Mayday Parade. Le groupe tourne en Europe, dans des pays comme la Suède, l'Espagne, la Suisse, les Pays-Bas, la France, l'Allemagne, la Serbie, l'Italie et le Portugal. Ils jouent aussi sur la côte ouest de l'Australie avec Simple Plan. We the Kings joue au Vans Warped Tour 2012. Ils jouent au NoCAPRICHO 2012 en septembre avec We Are the in Crowd et Before You Exit à São Paulo, au Brésil.

### Somewhere SomehowetStripped(2013–2015)
En janvier 2013, We the Kings commence à enregistrer un quatrième album. Clark enregistre en Californie avec Duncan, Hunter Thomsen, et O'Toole, et Trippy enregistre les morceaux de basse en Floride au studio de Boyce Avenue. En février, le groupe tourne en tête d'affiche en Europe. En mars 2013, le groupe annonce une nouvelle chanson courant avril qui s'intitulera Just Keep Breathing. Just Keep Breathing est publié le 5 avril et atteint la 101e place de l'UK Singles Chart et la 13e de l'Official Alternative après seulement trois jours. Le single grimpe de 63 places jusqu'à la 38e, le 10 avril. Le second single, Find You There, est publié le 3 mai.
Le 22 novembre 2013, We the Kings annonce le titre de leur nouvel album à venir, Vitam Regum. Le 26 novembre, Charles Trippy annonce sur Twitter la date de sortie de Vitam Regum pour le 16 décembre 2013. Le 2 décembre, cependant, ils annoncent avoir changé le nom de l'album pour Somewhere Somehow. Un quatrième single de Somewhere Somehow, intitulé Art of War, est publié le 9 décembre 2013.
Le 18 février 2014, Clark annonce leur participation au Warped Tour 2014. We the Kings joue aussi au SlamDunk Fest 2014 avec des groupes comme The All-American Rejects. Après le Warped Tour 2014, Clark annonce que le groupe travaille sur un album acoustique. Intitulé Stripped, il contient les versions acoustiques des chansons issues de Somewhere Somehow.

### Strange LoveetSo Far(2015–2016)
En février 2015, Clark, O'Toole, et Thomsen commencent les parties au chant et à la guitare de leur cinquième album. Le 2 mars 2015, Duncan entre en studio à Los Angeles pour travailler sur les morceaux de batterie. Le 4 octobre, We the Kings annonce la sortie de l'album pour le 20 novembre 2015. Ils annoncent aussi une tournée australienne pour février 2016. Le premier single de l'album, Love Again, est publié le 30 octobre. Le second single de l'album, Runaway, est publié le 6 novembre. L'album est publié à la date prévue.
En janvier 2016, We the Kings publie une vidéo annonçant une tournée américaine entre mars et avril 2016, appelée From Here to Mars Tour. Des groupes comme AJR et She is We y participeront. En février 2016, We the Kings publie le single The Story of Tonight. We the Kings sera annoncé au Vans Warped Tour 2016. Le groupe publie la compilation 'So Far, le 17 juin 2016.

### Sixième album (depuis 2016)
En septembre 2016, Travis Clark annonce un nouvel album de We the Kings dans son studio à Orlando, en Floride. Le 5 décembre 2016, We the Kings annonce une tournée pour célébrer le dixième anniversaire de leur premier album, We the Kings, publié en 2007.
Le 23 mars 2017, We the Kings annonce la première diffusion de leur podcast, WTK: Encore.

## Membres

### Membres actuels
- Travis Clark – chant, guitare rythmique, claviers (depuis 2005)
- Hunter Thomsen – guitare solo, chœurs (depuis 2005)
- Danny Duncan – drums, percussions (depuis 2005)
- Charles Trippy – basse (depuis 2011)
- Coley O'Toole – claviers, chœurs, guitare rythmique (depuis 2011)

### Ancien membre
- Drew Thomsen – basse (2005–2011)

### Membres de tournée
- JJ Tiberio – guitare, basse (depuis 2012)
- Josh Del Barrio – guitare, basse (2013–2015)
- Ryan Sofie – guitare (depuis 2016)